# دپ (رود)
دپ (به لاتین: Dep) یک رود در روسیه است که در استان آمور واقع شده‌است.